# Monety Stefana Batorego
Monety Stefana Batorego (1579–1586) – monety bite za panowania na tronie polskim i wielkoksiążęcym litewskim Stefana Batorego.
Zjednoczona Rzeczpospolita na przełomie XVI i XVII w., a więc w okresie, kiedy na tronie zasiadał Stefan Batory, przeżywała szczyt swej potęgi politycznej, ekonomicznej i kulturalnej – była najsilniejszym państwem strefy wschodnioeuropejskiej. Do zachodniej Europy napływały w ostatniej ćwierci XVI w. wielkie transporty amerykańskiego srebra, powodując stosunkowo szybkie zmiany cen. Strumień srebra w bardzo poważnej części płynął przez Morze Bałtyckie do Gdańska, a stąd przez Koronę i Wielkie Księstwo Litewskie na wschód tam, gdzie srebro było wciąż drogie. W dodatku zazwyczaj uboga w srebro I Rzeczpospolita otrzymała nagle dostęp do złóż siedmiogrodzkich, a jednocześnie nowe, stosunkowo znaczne złoża srebra odkryto pod Olkuszem. Własne źródła kruszcu pozwoliły na obniżenie kosztów produkcji monetarnej – przedtem i potem w I Rzeczypospolitej monety drobne bito głównie z zachodnich talarów.
W okresie panowania Stefana Batorego stateczna implementacja unii monetarnej w konsekwencji unii politycznej Polski i Litwy uczyniła ze złotego polskiego pieniądz używany na ogromnej przestrzeni. Dzięki stosunkowo taniej w Rzeczypospolitej produkcji monet średnich i drobnych, rozprzestrzeniały się one za granicę – do Turcji, Moskwy, Węgier, Czech i Rzeszy – rozszerzając zasięg polskiego pieniądza daleko poza granice wpływów politycznych I Rzeczypospolitej. Sprzężenie polskiego systemu z cesarskim wprowadzone w 1580 r. ułatwiło ekspansję, podobnie jak rola Gdańska jako głównego partnera handlowego Amsterdamu. Brak monopolu na handel kruszcami, dławiącego wówczas mennictwo wielu krajów, dostęp wielu dostawców do mennic, dobra jakość techniczna polskich monet, wyróżniająca się wśród europejskiej monety średniej estetyka, były też czynnikami sprzyjającymi ekspansji polskiego pieniądza. Złoty „gdańskiej waluty”, czyli po prostu złoty polski stał się jedną z siedmiu głównych walut europejskich, a „nowe polskie dudki”, czyli trojaki bite od 1580 r., uważnie były badane przez dwór wiedeński.

## System monetarny
Reformy systemu monetarnego rozpoczął Stefan Batory od wydania 24 kwietnia 1578 r. nowej ordynacji menniczej, zapowiadającej między innymi wykorzystanie olkuskich złóż srebra. Wycofano również z obiegu monety wybite po śmierci Zygmunta II Augusta.
Ostateczny kształt systemu monetarnego ustaliła ordynacja mennicza wydana 5 stycznia 1580 r., zwana później „Stefanowską”, o polsko-litewskiej unii monetarnej. Mennicy pruskiej ani inflanckiej nie przewidywano. Sprawy mennicze król powierzył podskarbim:
- koronnemu – Jakubowi Rokossowskiemu i
- litewskiemu – Wawrzyńcowi Woynie,

których urzędy zostały przy okazji zdefiniowane jako połączenie funkcji zarządców i dzierżawców mennic. Dokument nakazywał w obu państwach wybijanie monety jednolitej formy z Orłem i Pogonią:
- talarów (Thaleros),
- półtalarów (medios Thaleros),
- szóstaków (grossos sex grossorum),
- trojaków (grossos triplicatos),
- groszy (grossos simplices),
- półgroszy (grossos medios),
- szelągów (solidos),
- kwartników (ternarios),
- denarów (monetam minutam)

wedle potrzeby. Dopuszczone były też dwudenary. Pojawiła się nazwa obola, tym razem jako synonim denara –  bicia obola jako pół denara już nie przewidywano.
Stefan Batory w dość zawikłany sposób zdefiniował stopę dla poszczególnych gatunków monet, stanowiącą parytet między obrachunkowym złotym polskim a cesarskim – grosz polski stawał się więc odpowiednikiem dwóch krajcarów. Talary nie zostały jednak dokładnie zrównane z cesarskimi, lecz nieznacznie zmniejszone. Od grosza wzwyż monety były prawie pełnowartościowe. Jedynie najdrobniejszym nominałom przypisano wyraźnie niższą niż proporcjonalna zawartością kruszcu.
Dla monet złotych pozostawiono wciąż ważną ordynację Zygmunta I z 16 lutego 1528 r.
Z wyliczeń wynika, że przyjęto stosunek wartości srebra do złota jak 11 do 1. Podkreślenia wymaga fakt niewprowadzenia złotego polskiego w monecie, choć niezmiennie funkcjonował jako podstawa systemu i powszechnie używana jednostka obrachunkowa.
Sukces wprowadzonej przez Stefana Batorego reformy monetarnej uwidocznił się w trwającej prawie 20 lat stabilizacji kursów dukata i talara z jednej strony oraz grosza z drugiej. W latach 1578–1596 cena dukata ustaliła się na poziomie 56 groszy, a talara w podobnym przedziale czasowym – na poziomie 35 groszy.
Monety okresu panowania Stefana Batorego były w zasadzie pełnowartościowe. W celu sfinansowania produkcji i osiągnięcia przez skarb królewski pewnego zysku, dopuszczono się niewielkiego odstępstwa – pokrycie wynosiło nie 100 a 96%. Na znaki pieniężne bez pokrycia ordynacja Stefanowska nie zezwalała. Pod tym względem był to jedyny monetarny akt prawny wydany kiedykolwiek w I Rzeczypospolitej. Wiele monet otrzymało jednak większą domieszkę miedzi niż poprzednio – stało się to z powodów praktycznych. Chodziło o to, aby pieniądze Rzeczypospolitej  były odpowiednio większe i cięższe, w przeciwnym razie grosz miałby masę 0,65 grama, a denar 0,03 grama.
O jakości monet wprowadzonych przez ordynację Stefanowską z 5 stycznia 1580 r. świadczy fakt, że pod koniec XVI w. trojaki koronne, litewskie i ryskie stały się bardzo popularnymi środkami pieniężnymi w handlu na Bałkanach i całym tureckim Wschodzie.
W szczegółach system monetarny I Rzeczypospolitej ukształtowany po wprowadzeniu ordynacji Stefanowskiej z 5 stycznia 1580 r. przedstawiał się następująco:
| Lp | Gatunek pieniądza | Równowartość w złotych polskich | Równowartość w groszach | Kruszec | Masa (gramy) | Próba |
| -- | ----------------- | ------------------------------- | ----------------------- | ------- | ------------ | ----- |
| 1  | portugał          | 18 złp 20 gr                    | 560                     | złoto   | 35,73        | 967   |
| 2  | dukat             | 1 złp 26 gr                     | 56                      | złoto   | 3,57         | 967   |
| 3  | talar             | 1 złp 5 gr                      | 35                      | srebro  | 28,83        | 844   |
| 4  | półtalar          | 7/12                            | 17½                     | srebro  | 14,41        | 844   |
| 5  | szóstak           | 1/5                             | 6                       | srebro  | 4,88         | 844   |
| 6  | trojak            | 1/10                            | 3                       | srebro  | 2,44         | 844   |
| 7  | grosz             | 1/30                            | 1                       | srebro  | 1,90         | 359   |
| 8  | półgrosz          | 1/60                            | ½                       | srebro  | 0,95         | 359   |
| 9  | szeląg            | 1/90                            | ⅓                       | srebro  | 1,13         | 180   |
| 10 | denar             | 1/540                           | 1/18                    | srebro  | 0,37         | 94    |

## Monety
W okresie tym działały mennice:
- cztery państwowe:
  - w Olkuszu,
  - w Poznaniu,
  - w Malborku,
  - w Wilnie,
- dwie miejskie:
  - w Gdańsku,
  - w Rydze,
- dwie lenne:
  - w Królewcu,
  - w Mitawie.

Okresy działalności mennic i produkowane gatunki pieniądza zebrano w tabeli:
| Lp | Lokalizacja | Status    | Lata działalności | Gatunki pieniądza                                          |
| -- | ----------- | --------- | ----------------- | ---------------------------------------------------------- |
| 1  | Olkusz      | państwowa | 1579–1601         | talary, półtalary, trojaki, grosze, półgrosze, szelągi     |
| 2  | Poznań      | państwowa | 1584–1586         | dukaty, trojaki, szelągi                                   |
| 3  | Malbork     | państwowa | 1584–1585         | dukaty, trojaki, grosze, szelągi                           |
| 4  | Wilno       | państwowa | 1579–1586         | dukaty, talary, szóstaki, trojaki, grosze, szelągi, denary |
| 5  | Gdańsk      | miejska   | od 1578           | dukaty, trojaki, grosze, szelągi, denary                   |
| 6  | Ryga        | miejska   | od 1581           | portugały, dukaty, trojaki, grosze, szelągi, denary        |
| 7  | Królewiec   | lenna     | od 1586           | talary, trojaki, grosze, szelągi, ternary                  |
| 8  | Mitawa      | lenna     | 1576–1577         | szelągi, talary                                            |
| 8  | Mitawa      | lenna     | 1578–1579         | dwudenary                                                  |

W 1578 r. wybito, niezachowany do XXI w. ale znany z drzeworytu z podręcznika kupieckiego Adama Bergera z 1604 r., talar z napisem na rewersie: 

MONETA NOVA REGNI POLONIAE XXXV

 świadcząca o próbie ustabilizowania relacji między groszem a talarem (liczba 35 w legendzie).

### Koronne

#### Olkuskie
W 1579 r. w Olkuszu otworzono główną mennice koronną. Bito w niej:
- talary (1580–1583),
- półtalary (bez daty, 1583),
- trojaki (1579–1587),
- grosze (1579–1582),
- półgrosze (1579–1581),
- szelągi (bez daty, 1579–1586).

#### Poznańskie
Koniunktura na bicie monety w widoczny sposób rosła. Mennictwo koronne zostało wsparte w 1583 r. przez nowy zakład w Poznaniu. Mennica wielkopolska wybijała podstawowe nominały:
- szelągi (1583–1587),
- trojaki (1584–1587).

Znany jest też bardzo rzadki dukat (1586) – jedyna koronna emisja tego nominału w okresie panowania Stefana Batorego.

#### Malborskie
Prusy Królewskie, w których leżał Gdańsk, w wyniku unii lubelskiej zostały wcielone do Korony. Mimo to pojawia się seria monet Stefana Batorego nawiązujących do mennictwa pruskiego Zygmunta I, co prawdopodobnie wynikało z zachowania autonomicznego skarbu pruskiego. Mennicę na zamku królewskim w Malborku założyła w 1584 r. spółka, zawiązana przez wynalazcę menniczej prasy walcowej, Hansa Stippelta, z Janem i Kacprem Goeblami (wynalazek otrzymał królewski patent w 1578). Mennica działała dwa lata, wybijając:
- szelągi (1584–1585),
- grosze (bardzo rzadkie),
- trojaki (1585) oraz
- dukat (1585 – unikatowy w XXI w.).

W tytulaturze królewskiej, podobnie jak w Gdańsku, w miejscu tytułu litewskiego umieszczony był pruski, zazwyczaj skrócony do D P, z wyjątkiem jednak dukata z tytułem litewskim i grosza z tytułem wyłącznie polskim.
Na drugiej zaś stronie (rewersie):
- szelągi,
- trojaki i
- dukat

są określone jako monety:

TERRARVM PRVSS[iae]

grosze natomiast tradycyjnie:

GROS SIMP[lex] REGNI POLONI[ae]

Na żadnej z monet nie ma Orła Prus Królewskich, zamiast tego umieszczano, poza dukatem, samego tylko Orła polskiego, co było jednak sprzeczne z ordynacją Stefanowską.

### Litewskie
Mennica wileńska nie miała kopalnej bazy kruszcowej jak olkuska, ale za to w 1585 roku przebijano w niej na monetę moskiewskie łupy. Produkcja ruszyła mniej więcej współcześnie z olkuską (z 1579 r.), ale w nieco odmiennym układzie nominałów:
- denary (1581–1582),
- szelągi (1579–1585),
- grosze (1580–1581),
- trojaki (1580–1586),
- szóstaki (1581 i 1586),
- talary (1580 i 1585),
- dukat (1586) i
- wielodukaty.

Legendy monet wileńskich są w zasadzie zbieżne z koronnymi, przedstawiając:
- imię i tytuł króla Polski i wielkiego księcia Litwy na awersie oraz
- informację o nominale i przynależności terytorialnej na rewersie.

Od tego schematu odbiegają dukaty koronne i talary, które zamiast informacji terytorialnej rozszerzają tytulaturę, zazwyczaj do postaci:

STEPHAN[us] D[ei] G[ratia] REX POLON[iae] MAG[nus] DVX L[ithuaniae] RVS[siae] PRVS[siae] MAS[oviae] LIVO[niae] Q[ue] PRIN[ceps] TRAN[silvaniae]

W początku XXI w. odkryto niezwykły, unikatowy szeląg, przypuszczalnie z 1586 roku, z określeniem przynależności POLONIA. herbem podskarbiego koronnego i samotną Pogonią. Trudno wyjaśnić jego pochodzenie.

### Miejskie

#### Gdańska
Wcześniej od mennic państwowych działalność rozpoczęła miejska mennica Gdańska. Już w 1578 r. wybiła serię zaczynającą się od pomijanych w Koronie:
- denarów (1578–1585), przez
- szelągi (1578–1582, 1584) i
- grosze (1578–1579) do
- dukatów (1578–1587).

W następnym roku dodano trojaki (1579 i 1582), ale ich emisja była krótka.
Wszystkie monety gdańskie wykonane były z wielką starannością plastyczną i techniczną. Srebrne monety tłoczono na prasie walcowej. W zasadzie jednak powtarzają dotychczasowe schematy właściwe dla poszczególnych nominałów, jedynie poddając je manierystycznej stylizacji, widocznej do dzisiaj w gdańskiej architekturze. Na trojaku zwraca uwagę nadzwyczajne popiersie króla w nieprzykrytej niczym zbroi i w koronie promienistej – prawdopodobnie świadome nawiązanie do wzorów rzymskich, współcześnie stosowane przez Filipa II.

W czasach króla Stefana Batorego rozpoczęło się bicie specjalnych monet miejskich, zwanych przez kolekcjonerów o okresie późniejszych donatywami (istnieje wprawdzie klasyfikowany w ten sposób egzemplarz z figurą Zygmunta Augusta, datowany na 1552 rok, ale jego autentyczność nie jest pewna). Choć zwyczaj ten był wcześniej praktykowany przez wielkie miasta Rzeszy, pierwszą donatywę Rzeczypospolitej wybił Gdańsk w 1582 r.  Były to okazałe monety o wartości wielokrotnych dukatów, przeznaczone na ceremonialne dary dla króla. Wykonanie stempli powierzano znanym medalierom, a z królewskim portretem na awersie zestawiano na rewersie herb miasta, w XVII w. również widok, otoczony symboliką pokazującą jego wspaniałość i cnoty mieszczan. Całości dopełniał łaciński napis:

EX AVRO SOLIDO REGIA CIVITAS GEDANENSI[s] F[ieri] F[ecit]

 (pol. ze szczerego złota królewskie miasto Gdańsk uczynić kazało).
Z królewskiego skarbca zazwyczaj donatywy wychodziły jako podarunki, ale tylko wyjątkowo trafiały do obiegu pieniężnego, służąc jako ozdoby monarszych zbiorów i magnackich skarbów, często zaopatrywane w dekoracyjne oprawy, a w trudnych czasach przetapiane na kruszec. Poza Gdańskiem w Rzeczypospolitej wybijały donatywy Toruń i Ryga, wyjątkowo Kraków. Ostatnie donatywy są znane z czasów Jana III Sobieskiego. Badania z początku XXI w. wykazały, że niektóre  wielodukatowe i wielotalarowe monety pozbawione znaków miejskich, opatrzone na rewersie herbami i tytułami królewskimi, również wyszły z mennic miejskich Gdańska i Rygi, w tym samym, podarunkowym charakterze.

#### Rygi

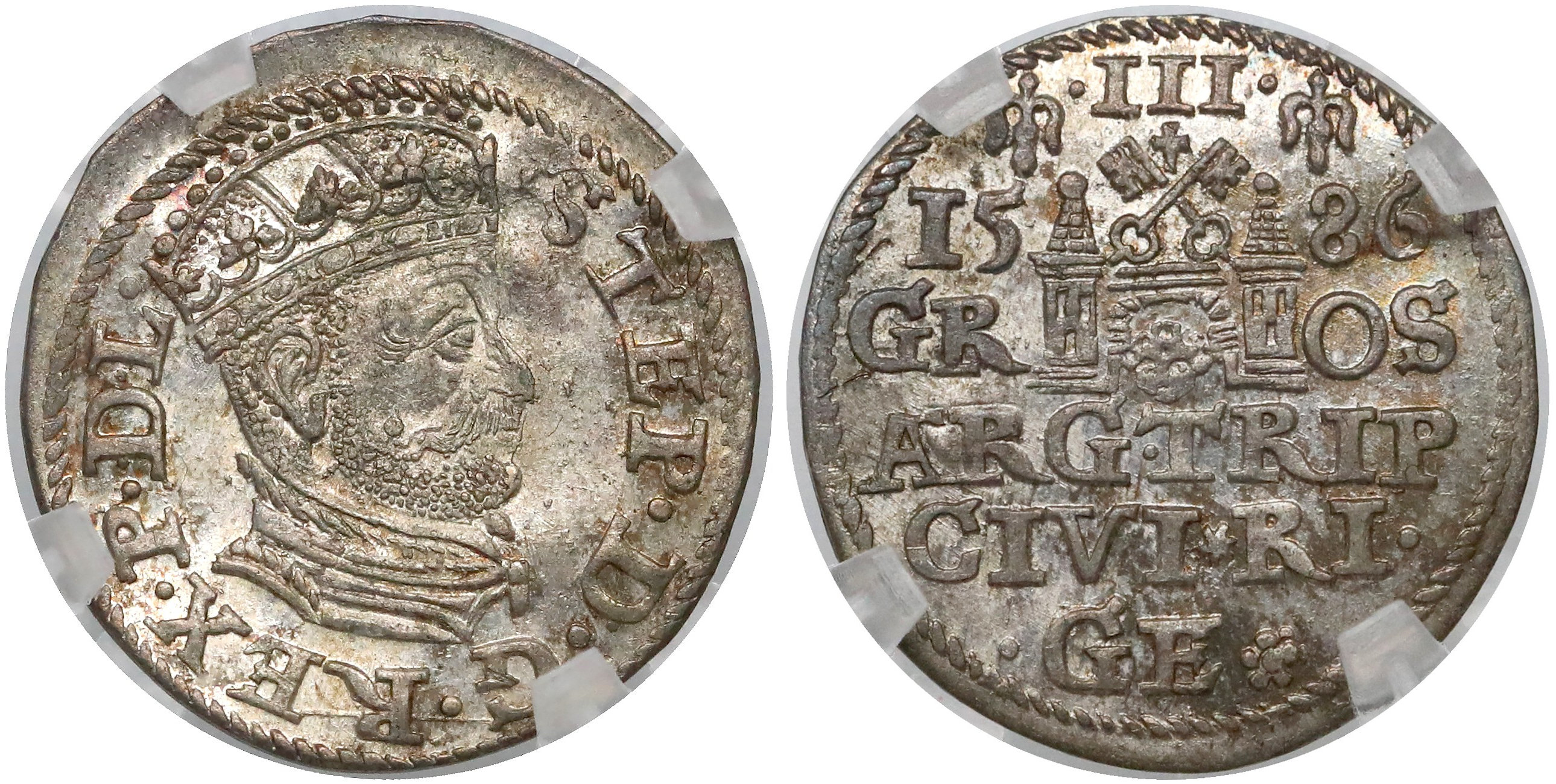
Naśladownictwo ryskiego trojaka z 1586 r.

Za panowania Stefana Batorego Ryga stanowiła najważniejszy port morski wschodniego Bałtyku. W latach 1561–1581 po podpisaniu paktu wileńskiego pozostawała wolnym miastem, aby w 1581 r. stać się częścią Rzeczypospolitej Obojga Narodów. 14 stycznia 1581 r. miasto otrzymało od króla przywilej menniczy, na podstawie którego w okresie panowania Stefana Batorego wybijano:
- denary (1582),
- szelągi (bez daty, 1580, 1582–1586),
- grosze (1581–1584),
- trojaki (1580–1586).

Przynależność do Rzeczypospolitej zamanifestowano też dukatami (1584 i 1585) oraz portugałami (1586).

### Lenne

#### Pruskie
Po długich rządach Albrechta Hohenzollerna na tron wstąpił Albrecht Fryderyk Hohenzollern. Jego działalność mennicza była jednak bardzo ograniczona. W 1577 r. został odsunięty od władzy z powodu objawów choroby umysłowej. Władzę przejął wówczas wyznaczony przez króla kurator, Fryderyk ks. Ansbach. W 1586 r. wznowił on działanie mennicy w Królewcu, gdzie bito:
- trzeciaki,
- szelągi,
- grosze,
- trojaki,
- talary,
- dukaty (unikatowe w XXI w.).

#### Kurlandzkie
W działalności mennicy kurlandzkiej w Mitawie za panowania Stefana Batorego wyróżnia się dwa okresy:
- inflancki (1570–1577), kiedy bito:
  - szelągi (1570-1577),
  - talary (1575–1576),
- litewski (1578–1579), kiedy wybijano jedynie dwudenary.

Wystawiony na atak Moskwy w 1577 r. książę Gotard kurlandzki otrzymał zgodę Stefana Batorego na wybicie dwudenarów na litewską stopę z 30 000 grzywien srebra. Na monetach tych umieszczono monogram królewski SR i Pogoń (łudzące cechy monety litewskiej), a o ich rzeczywistej przynależności świadczył jedynie położony pod monogramem mały Hak kotłowy. Monety należały jeszcze do mennictwa przedunijnego. W znaleziskach spotyka się je częściej na Litwie niż w Kurlandii.
W 1586 r. doszło jeszcze do próbnej emisji trojaka, ale generalnie po 1579 r. zakład został zamknięty, najprawdopodobniej z powodu zbyt niskiej dochodowości.

### Siedmiogrodzkie
Księciem Siedmiogrodu został wybrany Stefan Batory już w 1571 roku i zachował tę godność do śmierci, wyznaczając rządzącym wojewodą brata Krzysztofa, a następnie bratanka Zygmunta. Jako książę wybijał w Sybinie w latach 1572–1576 dukaty typu węgierskiego, ze św. Władysławem i Madonną, gdzie osobę władcy oznacza tylko skrótowa inskrypcja:

S[tephanus] B[athori] D[e] S[omlyo]

 Potem emisję przejęli wojewodowie, wybijając także talary i drobne monety srebrne. Literatura nie objaśnia okoliczności otwarcia w 1585 r. dla króla Stefana Batorego mennicy w Nagybanya, z której wyszły dukaty typu węgierskiego z tytułem: 

STEPHANVS D G REX POL PRV

 i popularne talary typu polskiego, wyróżniające się dobrą klasą wykonawczą.

### Oblężnicze Gdańska
Panowanie Stefana Batorego rozpoczęło się od oblężenia Gdańska, który nie uznał Siedmiogrodzianina za króla. Dziesięciomiesięczne oblężenie rozpoczęło się wczesną wiosną 1577 r. Miasto w tym czasie emitowało własne, oblężnicze monety z postacią Chrystusa na awersie i herbem miasta na rewersie. Kontrasygnowano również „obce” monety będące w obrocie w oblężonym przez króla grodzie. Konflikt zakończył się w grudniu 1577 r. ugodą, a pieniądz oblężniczy, jako bity według zaniżonej stopy menniczej, został wywołany (wycofany) przez ordynację z 1578 r.
W okresie oblężenia w Gdańsku bito:
- szelągi,
- grosze,
- półtalary,
- talary,
- dukat,

kontrasygnowano:
- szelągi pruskie,
- grosze pruskie,
- trojaki pruskie,
- dukaty różnych państw. Osobny artykuł: Monety oblężnicze Gdańska (1577).